# 郭振球
郭振球（1926年—），又名郭兆荣，男，湖南望城人，中国中医诊断学家，曾任湖南中医学院教授、博士生导师。